# Russell Metty
Russell Metty (Los Angeles, 20 settembre 1906 – 28 aprile 1978) è stato un direttore della fotografia statunitense, vincitore dell'Oscar alla migliore fotografia nel 1961 per il film Spartacus.

## Filmografia
- Susanna! (Bringing Up Baby), regia di Howard Hawks (1938)
- No, No, Nanette di Herbert Wilcox (1940)
- L'orgoglio degli Amberson (The Magnificent Ambersons), regia di Orson Welles (1942)
- Hitler's Children, regia di Edward Dmytryk e, non accreditato, Irving Reis (1943)
- Per sempre e un giorno ancora (Forever and a Day) (1943)
- I forzati della gloria (The Story of G.I. Joe), regia di William A. Wellman (1945)
- Lo straniero (The Stranger), regia di Orson Welles (1946)
- Il disonesto (The Private Affairs of Bel Ami), regia di Albert Lewin (1947)
- La sfinge del male (Ivy), regia di Sam Wood (1947)
- Fiesta e sangue (Ride the Pink Horse), regia di Robert Montgomery (1947)
- Devi essere felice (You Gotta Stay Happy), regia di Henry C. Potter (1948)
- Il signore e la sirena (Mr. Peabody and the Mermaid), regia di Irving Pichel (1948)
- Per te ho ucciso (Kiss the Blood Off My Hands), regia di Norman Foster (1948)
- Il sorriso della Gioconda (A Woman's Vengeance), regia di Zoltán Korda (1948)
- It Happens Every Thursday, regia di Joseph Pevney (1953)
- Anatomia di un delitto (Naked Alibi), regia di Jerry Hopper (1954)
- Magnifica ossessione (The Magnificent Obsession), regia di Douglas Sirk (1954)
- Secondo amore (All That Heaven Allows), regia di Douglas Sirk (1955)
- Come le foglie al vento (Written on the Wind), regia di Douglas Sirk (1956)
- L'uomo dai mille volti (Man of a Thousand Faces), regia di Joseph Pevney (1957)
- Le avventure di mister Cory (Mister Cory), regia di Blake Edwards (1957)
- Inno di battaglia (Battle Hymn), regia di Douglas Sirk (1957)
- L'infernale Quinlan (Touch of Evil), regia di Orson Welles (1958)
- Lo specchio della vita (Imitation of Life), regia di Douglas Sirk (1959)
- Spartacus, regia di Stanley Kubrick (1960)
- Merletto di mezzanotte (Midnight Lace), regia di David Miller (1960)
- Gli spostati (The Misfits), regia di John Huston (1961)
- Fior di loto (Flower Drum Song), regia di Henry Koster (1961)
- Il visone sulla pelle (That Touch of Mink), regia di Delbert Mann (1962)
- Una sposa per due (If a Man Answers), regia di Henry Levin (1962)
- Quel certo non so che (The Thrill of It All), regia di Norman Jewison (1963)
- Capitan Newman (Captain Newman, M.D.), regia di David Miller (1963)
- Madame X, regia di David Lowell Rich (1966)
- Due stelle nella polvere (Rough Night in Jerico), regia di Arnold Laven (1967)
- Millie, regia di George Roy Hill (1967)
- Prenotazione annullata (Cancel My Reservation), regia di Paul Bogart (1972)